# Озёры (Гродненская область)
Озёры (бел. Азёры) — агрогородок в Гродненском районе Гродненской области Беларуси, центр Озёрского сельсовета. Население 2705 человек (2009).

## География
Озёры расположены на берегах озёр Рыбница и Белое, которые и дали посёлку название. Озёры находятся в 25 км к северо-востоку от Гродно. В Озёрах пересекаются два шоссе — Р145 Гродно — Радунь и Р41 Скидель — граница с Литвой.

## История

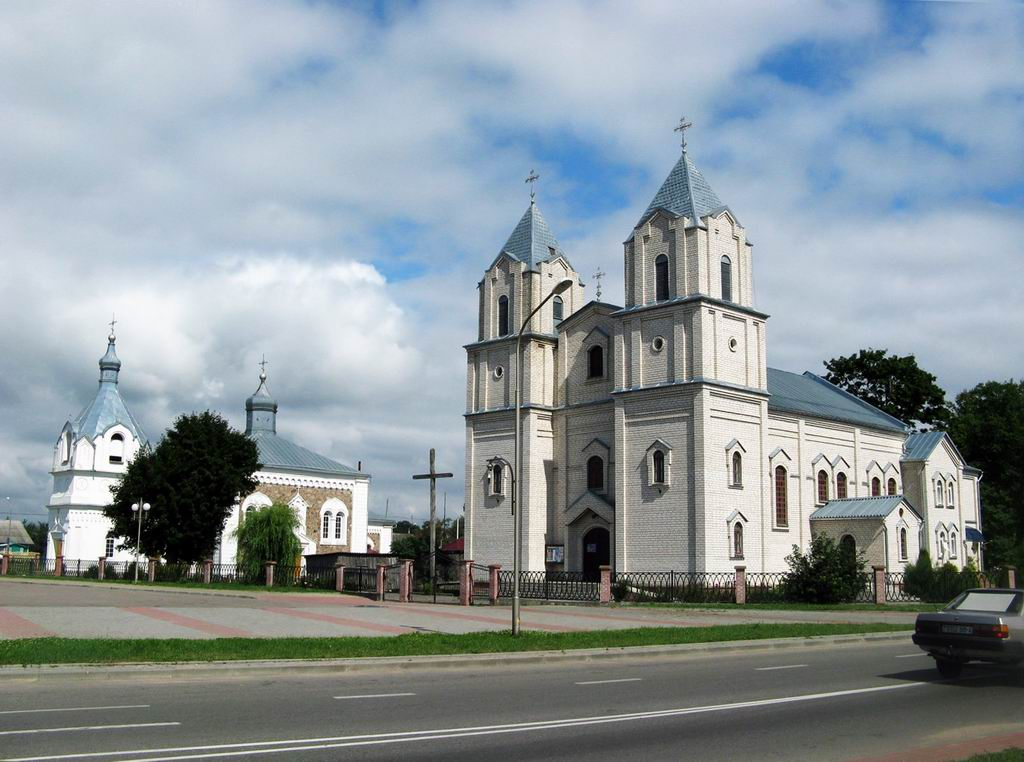
Православная и католическая церкви

Впервые Озёры упоминаются в 1398 года как владение князя Витовта. В XV—XVII веках — великокняжеское владение. В 1518 году Сигизмунд I отдал Озёра в аренду гродненскому старосте Юрию Радзивиллу. В соответствии с привилегиями от 1568 года князя Сигизмунда Августа в Озёрах проводились еженедельные ярмарки.
В 1676 году в Озёрах основан католический приход, в 1679 году построен деревянный костел Матери Божией Розария, вероятно на месте более старого, сгоревшего в русско-польскую войну. В 1779 году этот храм был обновлён на средства короля Станислава Августа.
В результате третьего раздела Речи Посполитой (1795) Озёры оказались в составе Российской империи, в Гродненском уезде. В конце XVIII века имение приобрел известный ученый, авантюрист и филантроп Михаил Валицкий. Он основал в Озерах суконную фабрику (1807) и бумажную фабрику (1809). В конце XVIII века в Озерах была построена деревянная синагога, а в начале XIX века — еврейская молитвенная школа (не сохранились).

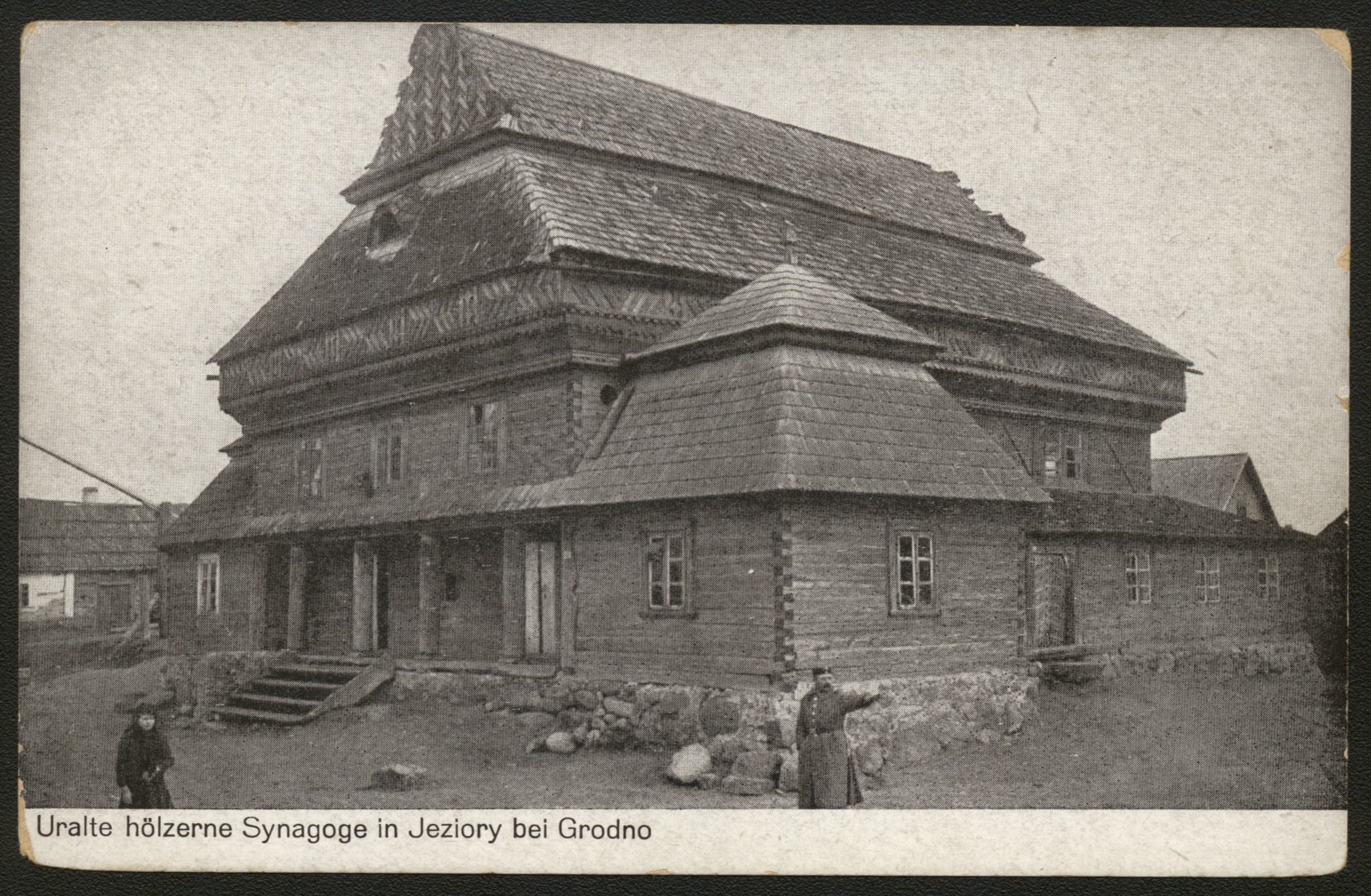
Синагога в Озёрах. Фото начала XX века

После подавления восстания 1863—1864 годов владелец имения граф Леопольд Валицкий за участие в восстании сослан в Сибирь и лишён имения, оно перешло в госказну. В 1878 году Озёра насчитывали 1013 жителей, среди них 508 евреев.
В начале XX века (по другим данным в 1866 году) построена каменная православная церковь Святого Духа.
По Рижскому мирному договору (1921 года) Озёры попали в состав межвоенной Польской Республики, принадлежали Гродненскому повету Белостокского воеводства.
В 1939 году Озёры вошли в состав БССР, с 1940 года — центр сельсовета. Во время Великой Отечественной войны в Озёрах нацистами было создано гетто, куда согнали 1370 евреев. Не позднее 5 марта 1943 года немцы и полицаи убили всех его узников.
Во Вторую мировую войну погибли две главные деревянные достопримечательности посёлка — католический храм Матери Божией Розария (1679) и синагога (конец XVIII века). На месте сгоревшего костёла в 1994 году был построен кирпичный костёл Христа-Царя.
11 февраля 1972 года к деревне присоединена соседняя деревня Камчатка

## Достопримечательности

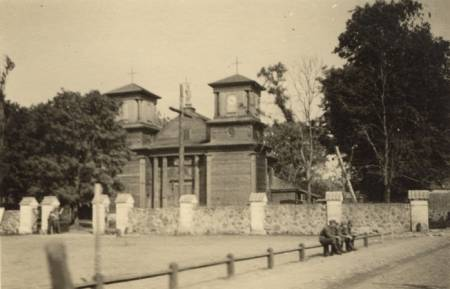
Католический храм Матери Божией Розария. Фото 1941 года

- Православная церковь Св. Духа, XIX век
- Костёл Христа-Царя, 1991—1997 года
- Могила участников восстания 1863-64 гг.

### Не сохранившиеся
- Католический храм Матери Божией Розария (1679)
- Синагога (конец XVIII века)
- Еврейская молитвенная школа (не сохранилась)